# آرثر بي. إنجل
آرثر بي. إنجل (بالإنجليزية: Arthur B. Engel) هو ضابط أمريكي، ولد في 1 مايو 1914 في غراند رابيدز في الولايات المتحدة، وتوفي في 9 نوفمبر 1992.